# Alternatywność
W algebrze o grupoidzie {\displaystyle G} mówi się, że jest lewostronnie alternatywny, jeśli {\displaystyle (xx)y=x(xy)} dla każdego {\displaystyle x} i {\displaystyle y} w {\displaystyle G} oraz prawostronnie alternatywny, jeśli {\displaystyle y(xx)=(yx)x} dla każdego {\displaystyle x} i {\displaystyle y} w {\displaystyle G.} O grupoidzie będącym zarazem lewo- jak i prawostronnie alternatywnym mówi się krótko, iż jest alternatywny.
Każdy grupoid łączny (półgrupa) jest alternatywny. Ogólniej grupoid, w którym każda para elementów generuje łączny podgrupoid, musi być alternatywny. Jednak, w przeciwieństwie do sytuacji w algebrze alternatywnej, twierdzenie odwrotne nie jest prawdziwe i grupoid alternatywny nie musi być nawet potęgowo łączny.
Przykładem działania alternatywnego jest mnożenie w oktawach Cayleya.